# Stefan Nebel
Stefan Nebel (Velbert, 13 febbraio 1981) è un pilota motociclistico tedesco, ritiratosi dall'attività agonistica.
Due volte campione tedesco IDM della categoria Superbike.

## Carriera
Nebel inizia la sua carriera disputando il campionato tedesco Minibike passando poi alla ADAC Junior Cup che vince nel 1997. 
Nel 1998 è pilota titolare nel Campionato mondiale Supersport. In sella ad una Kawasaki del team Kawasaki Junior conquista cinque punti chiudendo undicesimo il Gran Premio degli Stati Uniti e la stagione al trentanovesimo posto. Nel 2000 disputa il Gran Premio di Germania con una Yamaha in qualità di wild card ottenendo l'ottavo posto in gara. Nel 2002 disputa il Gran Premio di Germania nella Superstock 1000 FIM Cup chiudendo al quarto posto. Nella stagione 2003 partecipa al Gran Premio di Germania in Stock 1000 conquistando la pole position e chiudendo la gara con un ritiro, successivamente disputa il Gran Premio di Assen nel campionato mondiale Superbike senza ottenere punti. Nel 2005 disputa il Gran Premio di Francia nella Stock 1000 in qualità di wild card per il team Yamaha Motor Germany. Chiude la gara al terzo posto dopo essere partito dalla pole position. Nel 2006 è wild card nel Gran Premio di Superbike di Lausitz non ottenendo punti validi per la classifica. L'ultima apparizione di Nebel in un campionato mondiale risale alla stagione 2007 quando sostituisce Davide Giugliano nel team Lightspeed Kawasaki Supported nel campionato mondiale Supersport. Disputa le ultime tre gare in calendario conquistando un punto e chiudendo al trentanovesimo posto tra i piloti.
Parallelamente alle apparizioni nelle competizioni mondiali per motociclette derivate dalla serie, dal 2000 al 2013 partecipa a vari livelli del campionato tedesco Superbike. Guida motociclette Suzuki, Yamaha, Kawasaki, KTM e BMW conquistando il titolo nazionale della categoria Superstock nel 2002 e Superbike nelle stagioni 2003 e 2005.
Terminata la carriera da pilota, rimane nel mondo delle corse in veste di commentatore televisivo per Eurosport.

## Risultati in gara

### Campionato mondiale Supersport
| 1998 | Moto     |    |     |     |     |    |    |    |    |    |    |  |  |  | Punti | Pos. |
| ---- | -------- | -- | --- | --- | --- | -- | -- | -- | -- | -- | -- |  |  |  | ----- | ---- |
| 1998 | Kawasaki | NQ | Rit | Rit | Rit | NQ | 18 | 11 | NQ | 19 | 21 |  |  |  | 5     | 39º  |

| 2000 | Moto   |  |  |  |  |  |  |  |  |  |   |  |  |  | Punti | Pos. |
| ---- | ------ |  |  |  |  |  |  |  |  |  | - |  |  |  | ----- | ---- |
| 2000 | Yamaha |  |  |  |  |  |  |  |  |  | 8 |  |  |  | 8     | 29º  |

| 2001 | Moto   |  |  |  |  |  |    |  |  |  |  |  |  |  | Punti | Pos. |
| ---- | ------ |  |  |  |  |  | -- |  |  |  |  |  |  |  | ----- | ---- |
| 2001 | Suzuki |  |  |  |  |  | NP |  |  |  |  |  |  |  | 0     |      |

| 2007 | Moto     |  |  |  |  |  |  |  |  |  |  |    |    |    | Punti | Pos. |
| ---- | -------- |  |  |  |  |  |  |  |  |  |  | -- | -- | -- | ----- | ---- |
| 2007 | Kawasaki |  |  |  |  |  |  |  |  |  |  | 15 | 16 | 16 | 1     | 39º  |

| Legenda | 1º posto        | 2º posto            | 3º posto           | A punti      | Senza punti        | Grassetto – Pole position Corsivo – Giro più veloce |
| Legenda | Gara non valida | Non qual./Non part. | Ritirato/Non class | Squalificato | '-' Dato non disp. | Grassetto – Pole position Corsivo – Giro più veloce |

### Campionato mondiale Superbike
| 2003 | Moto   |  |  |  |  |  |  |  |  |  |  |  |  |  |  |  |  |  |  |     |    |  |  |  |  |  |  | Punti | Pos. |
| ---- | ------ |  |  |  |  |  |  |  |  |  |  |  |  |  |  |  |  |  |  | --- | -- |  |  |  |  |  |  | ----- | ---- |
| 2003 | Suzuki |  |  |  |  |  |  |  |  |  |  |  |  |  |  |  |  |  |  | Rit | 17 |  |  |  |  |  |  | 0     |      |

| 2006 | Moto     |  |  |  |  |  |  |  |  |  |  |  |  |  |  |  |  |  |  |     |    |  |  |  |  |  |  | Punti | Pos. |
| ---- | -------- |  |  |  |  |  |  |  |  |  |  |  |  |  |  |  |  |  |  | --- | -- |  |  |  |  |  |  | ----- | ---- |
| 2006 | Kawasaki |  |  |  |  |  |  |  |  |  |  |  |  |  |  |  |  |  |  | Rit | 20 |  |  |  |  |  |  | 0     |      |

| Legenda | 1º posto        | 2º posto            | 3º posto           | A punti      | Senza punti        | Grassetto – Pole position Corsivo – Giro più veloce |
| Legenda | Gara non valida | Non qual./Non part. | Ritirato/Non class | Squalificato | '-' Dato non disp. | Grassetto – Pole position Corsivo – Giro più veloce |